# 大庆路街道 (大同市)
大庆路街道，是中华人民共和国山西省大同市平城区下辖的一个乡镇级行政单位。

## 建置沿革
- 2021年3月，调整大庆路街道的行政区域。以原大庆路街道的睿和、大庆东路、同兴街、文化东街、文化西街、企业街、庆丰园、庆平、庆安9个社区居委会，原马军营乡的新添堡、房子2个村委会的行政区域为大庆路街道的行政区域。[2]
- 2021年6月9日，成立枫林逸景社区，将大庆东路和庆丰园2个社区整合成庆丰社区，同时按照人口和面积科学合理划分社区管理服务区域。[3]

## 行政区划
大庆路街道下辖以下地区：
同兴街社区、企业街社区、庆丰园社区、文化西街社区、文化东街社区和大庆东路社区。
2021年6月9日大庆路街道优化调整后设2个村（新添堡村、房子村）9个社区（睿和、同兴街、文化东街、文化西街、企业街、庆丰、庆平、庆安、枫林逸景）。